# Antonio Olmo Menacho
Antonio Olmo Menacho (El Cuervo de Sevilla, provincia de Sevilla, 19 de agosto de 1982) es un ciclista profesional español.
Debutó con el equipo Comunidad Valenciana, en 2005. Se retiró en 2007, en el equipo de su tierra, el Andalucía-CajaSur. Posteriormente, en 2009, corrió algunas carreras como profesional con el equipo colombiano Boyacá es para vivirla. En 2013 volvió a correr como profesional en el Louletano-Dunas Douradas.
Su hermano mayor, Juan Olmo, también fue ciclista profesional. Además fueron compañeros de equipo en 2007.

## Palmarés
2008 (como amateur)
- Copa de España de Ciclismo
- Vuelta a Tenerife, más 1 etapa
- 1 etapa de la Vuelta a Castellón

2010 (como amateur)
- 1 etapa de la Vuelta a Galicia
- Trofeo Ayuntamiento de Zamora

2011 (como amateur)
- Vuelta a Zamora

## Equipos
- Comunidad Valenciana (2004-2006)
- Andalucía-Cajasur (2007)
- Fuerteventura-Canarias Team (2008) (como amateur)
- Boyacá Raza De Campeones (2009)
- Extremadura-Spiuk (2010) (como amateur)
- Louletano-Loulé (2011-2012) (como amateur)
- Louletano-Dunas Douradas (2013)